# Filgrastym
Filgrastym (łac. Filgrastimum) – organiczny związek chemiczny z grupy glikoprotein, analog ludzkiego czynnika stymulującego tworzenie kolonii granulocytów wytwarzany przez zrekombinowane bakterie. Reguluje produkcję i uwalnianie obojętnochłonnych granulocytów ze szpiku kostnego. Stosowana jako lek w chorobach nowotworowych, neutropenii i chronicznym niedoborze granulocytów.

## Przeciwwskazania
- nadwrażliwość na lek
- zespół mielodysplastyczny
- ciężka wrodzona neutropenia
- zespół Kostmanna
- przewlekła białaczka szpikowa
- zaburzenia czynności wątroby lub nerek

## Działania niepożądane
- bóle mięśniowo-kostne
- zmiany w obrazie krwi
- spadek ciśnienia tętniczego krwi
- zaburzenia naczyniowe
- powiększenie wątroby
- nudności
- wymioty
- biegunka
- ból głowy
- wypadanie włosów
- łamliwość paznokci
- zmęczenie
- skórne reakcje alergiczne

## Dawkowanie
Podskórnie lub dożylnie. Zwykle w chemioterapii cytoredukcyjnej zaleca się dawkę 0,5 mln j.m. na kilogram masy ciała, raz na dobę.